# Серафим (Йованович)
Епископ Серафим (в миру Сава Йованович, серб. Сава Јовановић; 29 ноября 1873, Призрен — 13 января 1945, Тирана) — епископ Сербской Православной Церкви, епископ Рашско-Призренский.

## Биография
Родился 29 ноября 1873 года в Призрене, где окончил духовную семинарию святых Кирилла и Мефодия. По окончании семинарии семь лет служил учителем в основном в Косове.
15 июня 1902 года митрополит Рашско-Призренским Никифором (Перичем) в церкви святого Александра Невского в Шкодере (по сербски Скадаре) был рукоположён в сан диакона, а на следующий день там же — в сан иерея. Назначен им митрополичьим наместником (благочинным) в Шкодере и Буне.
После двух лет службы перемещён на должность митрополичьего наместника в исторической Печи. Затем служил священником в Призрене.
Овдовел. При поддержке русского консула Сергея Тухолки отправился учиться в Россию и в 1908 году поступил в Московскую духовную академию.
25 марта 1909 года, будучи вдовым священником, был пострижен в монашество на Сербском подворье в Москве.
В 1912 году окончил Академию со степенью кандидата богословия. В том же году возвратился на родину, где назначен наставником Богословско-Учительской школе в Призрене.
В 1913 году перемещён в Штипскую гимпаназию, где одновременно становимся военным священником. Был военным священником в Брегалничкской, Вардарской и Югословенской дивизий. Во время службы военным священником в Салониках был награждён золотой медалью за ревностную службу.
В январе 1914 года произведён чин синкела, а в марте 1919 года — в чин протосинкелла.
С 1919 года до декабря 1920 года был профессором у Штипской гимназии. В 1920 году, как наставник Штипской гимназии был награждён орденом святого Саввы V степени.
23 декабря 1920 года в Белградской соборной церкви был хиротонисан во епископа Злетовско-Струмичского (ныне — на территории Республики Македония).
В 1921 году награждён орденом святого Саввы III степени за ревностное служение.
Как посланник Архиерейского Синода, провёл год в Подкарпаской Руси, трудясь на ниве воссоединения униатов с православной церковью.
29 октября 1928 года переведён на Рашско-Призренскую епархию.
8 апреля 1941 года за день до входа немецких войск в Призрен уехал в Дечанскую лавру, где оставался до 20 апреля, но затем вернулся в Призрен для управления епархией. К этому времени находившаяся в городе Духовная семинария уже была закрыта и опечатана, а в начале мая в её здании разместились итальянские войска.
Некоторые православные храмы и обители в Косове в этот период были уничтожены, например, сожжён и разрушен монастырь Девич. Албанский комиссар в Призрене Фези бег Али потребовал, чтобы все сохранившиеся православные общины вошли в состав Албанской Православной Церкви. Желая спасти епархию от дальнейшего разгрома, епископ Серафим и призренское духовенство фактически выполнили это требование. В конце ноября 1941 года епископ Серафим посетил Албанского архиепископа Христофора (Киси), а в июле 1942 года участвовал в заседании Синода Албанской православной церкви в Тиране. В том же месяце Священный Синод Сербской православной церкви потребовал у епископа отчёта о его деятельности в Тиране, но епископ Серафим его не прислал.
После выхода из войны Италии в сентябре 1943 года, епископ был арестован оккупационными властями (немецкими и албанскими), заключён в тюрьму города Тираны, где он был подвергнут пыткам и унижениям.
Скончался 13 января 1945 года от последствий заключения, уже после освобождения албанской столицы. Был похоронен в Тиране.